# Карагайлы (Акмолинская область)
Карагайлы́ (каз. Қарағайлы, до 2007 года — Стаха́ново) — аул в Ерейментауском районе Акмолинской области Казахстана. Входит в состав Тургайского сельского округа. Код КАТО — 114659400.

## География
Аул расположен в южной части района, на расстоянии примерно 30 километров (по прямой) к северо-западу от административного центра района — города Ерейментау, в 5 километрах к юго-западу от административного центра сельского округа — села Тургай.
Абсолютная высота — 282 метров над уровнем моря.
Ближайшие населённые пункты: село Тургай — на северо-востоке, село Балыкты — на юге.
Севернее аула проходит автодорога республиканского значения — Р-4 «Астана — Ерейментау — Шидерты».

## Население
В 1989 году население аула составляло 316 человек (из них казахи — 100 %).
В 1999 году население аула составляло 177 человек (92 мужчины и 85 женщин). По данным переписи 2009 года, в ауле проживал 61 человек (27 мужчин и 34 женщины).
| Численность населения | Численность населения | Численность населения |
| 1989                  | 1999                  | 2009                  |
| --------------------- | --------------------- | --------------------- |
| 316                   | ↘177                  | ↘61                   |

## Улицы[7]
- ул. Карагайлы